# David Turpie

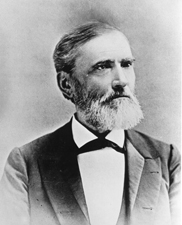
David Turpie

David Battle Turpie (* 8. Juli 1828 im Hamilton County, Ohio; † 21. April 1909 in Indianapolis, Indiana) war ein US-amerikanischer Politiker (Demokratische Partei), der den Bundesstaat Indiana im US-Senat vertrat.
David Turpie wuchs in Ohio auf und machte 1848 seinen Abschluss am Kenyon College in Gambier. Er studierte danach die Rechtswissenschaften und zog später nach Logansport in Indiana, wo er eine Anwaltskanzlei eröffnete. Dort wurde er dann auch als Mitglied der Demokraten politisch aktiv. Im Alter von 24 Jahren zog er 1852 in das Repräsentantenhaus von Indiana ein. Nach einer Legislaturperiode konzentrierte er sich wieder auf seine juristische Tätigkeit; so wurde er 1856 Richter am staatlichen Kreisgericht. 1858 folgte eine weitere Amtszeit im Parlament seines Staates.
Im Januar 1863 wurde Turpie in den US-Senat gewählt. Er gewann bei einer Nachwahl das Mandat des aus dem Kongress ausgeschlossenen Jesse D. Bright, dem Illoyalität gegenüber der Union während des Sezessionskrieges vorgeworfen wurde. Allerdings war die Amtszeit bereits im März desselben Jahres wieder beendet. David Turpie wurde danach zunächst wieder juristisch tätig.
1872 zog er nach Indianapolis. Dort setzte er seine politische Laufbahn als Mitglied des staatlichen Repräsentantenhauses fort; von 1874 bis 1875 war er dessen Speaker. Zwischen 1886 und 1887 übte Turpie das Amt des Staatsanwalts für den Gerichtsdistrikt von Indiana aus. Schließlich erfolgte im Jahr 1887 seine zweite Wahl in den Senat in Washington. Er setzte sich gegen den späteren US-Präsidenten Benjamin Harrison durch und gehörte dem Kongress nach einer Wiederwahl bis 1899 an, ehe er dem Republikaner Albert J. Beveridge unterlag.
Während seiner zwölf Jahre im Senat war Turpie unter anderem Vorsitzender des Volkszählungsausschusses. Von 1898 bis 1899 stand er der demokratischen Senatsfraktion als Chairman vor. Politisch setzte er sich unter anderem für eine Volksabstimmung zur Aufnahme Hawaiis in die Vereinigten Staaten ein.